# هورلاخ
هورلاخ (به آلمانی: Hurlach) یک شهر در آلمان است که در بایرن واقع شده‌است.

## خصوصیات
هورلاخ ۱۷٫۱۵ کیلومترمربع مساحت دارد ۵۸۴ متر بالاتر از سطح دریا واقع شده‌است.